# Cabrerets
Cabrerets é uma comuna francesa na região administrativa de Occitânia, no departamento de Lot. Estende-se por uma área de 43,38 km². Em 2010 a comuna tinha 236 habitantes (densidade: 5,4 hab./km²).